# Харалд Бор
Харалд Аугуст Бор (дан. Harald August Bohr; Копенхаген, 22. април 1887 — Гентофте, 22. јануар 1951) је био дански математичар, и млађи брат физичара, Нилса Бора. Током ране младости, сматрало се да Харалд има више шансе да буде успешан.
Харалд Бор се бавио математичком анализом, основавши поље скоро периодичних функција, а радио је и са математичаром са Кембриџа, Г. Х. Хардијем. Бор је такође био и одличан фудбалер; освојио је сребрну медаљу на Летњој олимпијади 1908. са данском националном фудбалском селекцијом.
Харалд Бор је био познат као врло способан академски предавач, и годишња награда за изванредно предавање на Универзитету у Копенхагену се зове по Харалду Бору.